# بنیاد لاجوردی
بنیاد لاجوردی مجموعه‌ای‌ مستقل و غیرانتفاعی است که از سال ۱۳۸۴ با تمرکز بر شناخت و ترویج فرهنگ و هنر معاصر ایران و جهان، فعالیت خود را آغاز کرد. برپایی نمایشگاه‌های مختلف از هنرمندان نوگرا، برگزاری نشست‌های تحقیقی و آموزشی، نشر کتاب، فعالیت‌های آرشیوی و ایجاد فرصت برای اجرای پروژه‌های تجربی در فضای هنرهای تجسمی و رسانه‌های جدید، از جمله فعالیت‌های این بنیاد است.

## رویکرد
بنیاد لاجوردی تلاش می‌کند بستری بستری برای ‌مطالعه و فهم هنر معاصر و ارتباط آن‌ها با جریان‌های روز اجتماعی در ایران و جهان ایجاد کند. این بنیاد در راستای تقویت روابط بین‌المللی بین‌فرهنگی از طریق همکاری با دانشگاه‌ها و موسسات فرهنگی-هنری معتبر، فضایی برای معاشرت و همکاری هنرمندان با مردم، مجموعه‌داران و نمایشگاه‌گردان‌ها ایجاد می‌کند.

## فعالیت‌ها

### نمایش‌ها

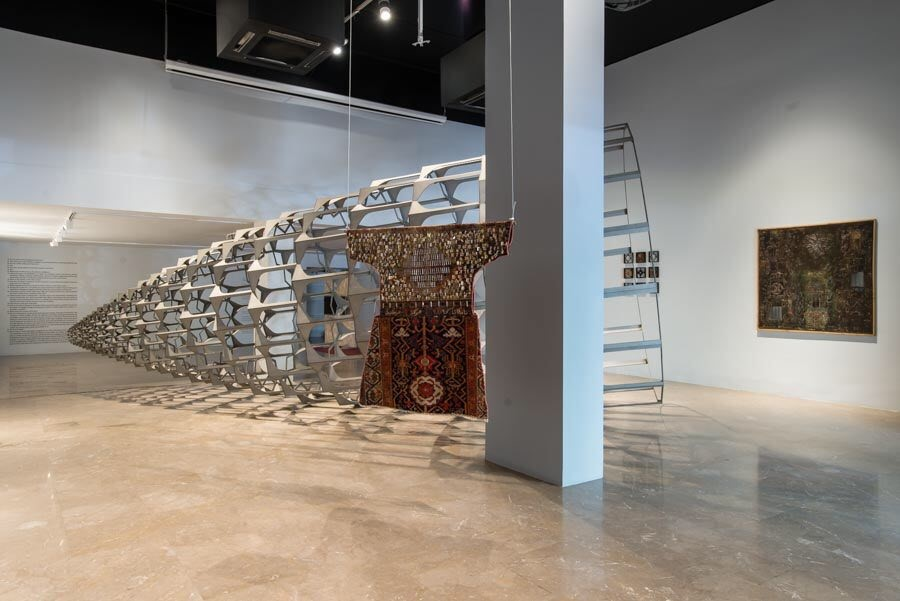
نمایش «دیگر-دیگرگونگی، حکایت شیخ صفی و هر چیز گستردنی» در بنیاد لاجوردی - ۱۳۹۶

این بنیاد با برپايی نمايش‌های مختلف در حوزه هنرهای تجسمی و رسانه‌های جدید فعالیت می‌کند. برگزاری نمایش‌هایی همچون «بوم‌سانی-هم‌دلی» -که با مشارکت یازده هنرمند معاصر اروپایی برگزار شد-، نمايش آثار چاپي هنرمند آلمانی‌ «گونتر اوكر»، نمايش آثار تصويرسازی هنرمند اسپانيايی «ايسيدرو فرر» و نمايش پوسترهای هنرمندان لهستان در تهران، از جمله فعالیت‌های بین‌المللی بنیاد لاجوردی است.
| سال  | عنوان                                                             | توضیحات                                             |
| ---- | ----------------------------------------------------------------- | --------------------------------------------------- |
| ۱۳۹۲ | تهران آرت                                                         |                                                     |
| ۱۳۹۳ | فرهنگ صلح                                                         |                                                     |
| ۱۳۹۳ | ترجیح می‌دهیم به گذشته‌ی آینده بنگریم                               | نمایشی از هنر معاصر لهستان                          |
| ۱۳۹۴ | سیزده هنرمند برای یک روز جدید                                     |                                                     |
| ۱۳۹۴ | اشیاء هنگامی که بر من تاثیر می‌گذارند، هنگامی که من مستندشان می‌کنم | نمایش آثار بیتا رضوی                                |
| ۱۳۹۴ | اولین دوقلوهای من                                                 |                                                     |
| ۱۳۹۴ | مردامرد                                                           | نمایش گروهی                                         |
| ۱۳۹۴ | نیم دیگر                                                          | پروژه‌ای از بیژن صیفوری                              |
| ۱۳۹۴ | پیش‌بینی نشده                                                      | نمایش گروهی هنرمندانی از ایران و اروپا              |
| ۱۳۹۴ | آثار تصویرسازی ایسیدرو فرر                                        |                                                     |
| ۱۳۹۴ | شفافیت                                                            | نمایش آثار موره ‌شین الله‌ یاری و محمد حسین زارعی     |
| ۱۳۹۵ | بی‌باک؛ موجی دیگر از هنرمندان ایرانی                               |                                                     |
| ۱۳۹۵ | پوسترهای لهستان در تهران                                          |                                                     |
| ۱۳۹۵ | این سو، آن سو                                                     | نمایش مجموعه‌ای از آثار هنرمندان اتریشی              |
| ۱۳۹۵ | کرنش به حافظ                                                      | نمایش آثار چاپی گونتر اوکر                          |
| ۱۳۹۶ | چهره‌ها، تصویری از خود                                             |                                                     |
| ۱۳۹۶ | مروری بر آثار بابک اطمینانی                                       |                                                     |
| ۱۳۹۶ | دیگر ـ دگرگونی؛ حکایت شیخ صفی و هر چیز گستردنی                    |                                                     |
| ۱۳۹۷ | سنگ‌ها                                                             | چیدمان نوید سلاجقه و لئونی روسلر                    |
| ۱۳۹۷ | بومسانی ـ هم‌دلی: از هم پاشیدگی خود به منزله‌ی حرکتی همدلانه        |                                                     |
| ۱۳۹۸ | سوت شرقی، روز نو                                                  |                                                     |
| ۱۳۹۸ | مهر و مهرابه                                                      | نمایش آثار مهرداد صدری به مناسبت روز جهانی موزه‌داری |
| ۱۳۹۹ | دومین صندوق اضطراری هنرمندان                                      | در همکاری با فریدن آو                               |
| ۱۳۹۹ | طراحی‌های علی گلستانه، از سال‌های اسپانیا                           |                                                     |
| ۱۳۹۹ | نور                                                               | منتخبی از مجموعه شخصی احسان لاجوردی در گالری اُ      |
| ۱۴۰۰ | تلسکوپ درونی                                                      | اثر فضایی ادواردو کاک                               |
| ۱۴۰۰ | سومین صندوق اضطراری هنرمندان                                      | در همکاری با فریدون آو و گالری محسن                 |
| ۱۴۰۰ | در حیرت پرنده                                                     | زندگی و آثار پانته‌آ رحمانی از ۱۳۷۳تا ۱۴۰۰           |

### کتاب‌ها
با توجه به رویکرد دانش‌بنیان بنیاد لاجوردی در شناخت و ترویج فرهنگ و هنر معاصر، اغلب نمایش‌ها و پروژهای این بنیاد با نشر کتاب همراه است. از جمله این کتاب‌ها می‌توان به «آثار چاپ دستی هنرمندان جهان در موزه هنرهای معاصر تهران»، «کرنش به حافظ» در همکاری با سازمان میراث فرهنگی و مرکز اسناد و کتابخانه‌ی ملی ایران، «منتخب آثار وای زد کامی» با همکاری گالری آب انبار و گالری گاگوسیان و «زندگی و آثار بابک اطمینانی» اشاره کرد. نشر هنر معاصر، ناشر کتاب‌های بنیاد لاجوردی است.

## همکاری‌ها

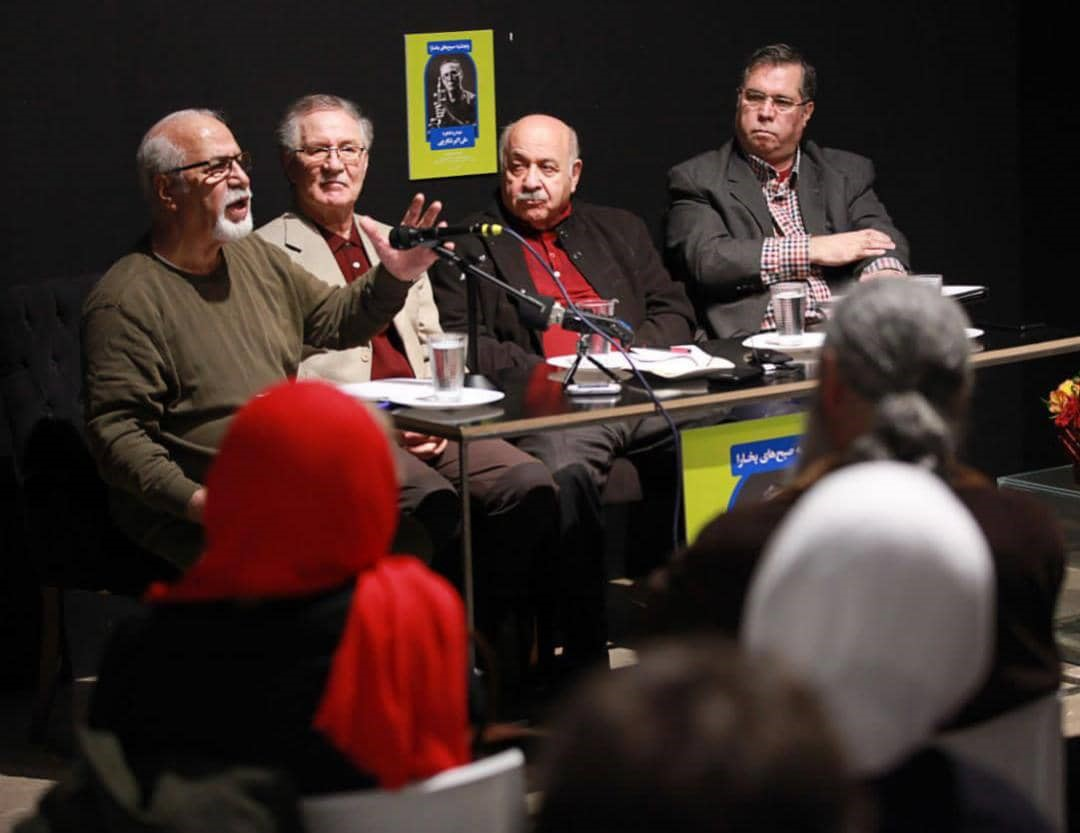
برنامه پنجشنبه صبح‌های بخارا

بنیاد لاجوردی، علاوه بر همکاری با موزه‌ها و حمایت از هنرمندان، مراکز فرهنگی هنری و خیریه‌ها، با گالری‌ها و مجلات معتبر ادبی و فرهنگی نیز فعالیت‌های مشترکی را انجام می‌دهد. از جمله این همکاری‌ها می‌توان به نشر کتاب برای موزه هنرهای معاصر تهران، همکاری در پروژه «نیمروز» با فرهنگسرای نیاوران، حمایت از انجمن صنفی طراحان گرافیک ایران و همین‌طور برگزاری پنجشنبه صبح‌های بخارا در فضای این بنیاد اشاره کرد.